# Thomas H. Langlois
Thomas Huxley Langlois (* 19. Februar 1898 in Detroit, Michigan; † 7. Dezember 1968 in Columbus, Ohio), meist als Thomas H. Langlois zitiert, war ein US-amerikanischer Ökologe und Biologe. Er war vor allem für seine Forschungsarbeit auf Gibraltar Island  und South Bass Island im Eriesee bekannt. 

## Leben
Langlois war der Sohn von Arsene F. Langlois und Tirey Mosher. Sein Vater war ein kanadischer Einwanderer. Nach seinem Abschluss an der Eastern High School in Detroit besuchte Langlois die University of Michigan, wo er 1924 seinen Bachelor of Science und 1925 seinen Master of Science erwarb. Von 1920 bis 1922 war er studentische Hilfskraft für Zoologie am Detroit Junior College und von 1923 bis 1924 an der University of Michigan. Von 1924 bis 1925 war er Assistent für Zoologie an der University of Michigan. Anschließend war er bis 1927 Assistenz-Fischereibiologe und bis 1929 staatlicher Fischpathologe am Michigan Department of Conservation. Ab 1930 leitete er die Fischabteilung der State Division of Conservation and Natural Resources, wo er bis 1946 tätig war. 1935 wurde Langlois mit der Dissertation A study of the small-mouth bass, Micropterus dolomieu (Lacepede) in rearing ponds in Ohio zum Ph.D. an der Ohio State University promoviert. 
Von 1936 bis 1937 war er stellvertretender Direktor des Franz Theodore Stone Laboratory of Biology in Put-in-Bay auf South Bass Island, von 1937 bis 1956 war er Direktor des Labors. Gleichzeitig war er Mitglied der Fakultät der Ohio State University, zunächst als Lehrbeauftragter für Tierhaltung und -zucht im Jahr 1936, dann als Professor für Zoologie von 1938 bis 1956, als Forschungsprofessor von 1956 bis 1964 und schließlich als emeritierter Professor von 1964 bis zu seinem Tod. 
Langlois’ Engagement für die Biowissenschaften wird durch seine Mitgliedschaft und seine beruflichen Verdienste in mehreren Organisationen deutlich, darunter in der American Fisheries Society (Vizepräsident im Jahr 1938, Präsident im Jahr 1940), Fellow der American Association for the Advancement of Science im Jahr 1933, Fellow in The Ohio Academy of Science (Vizepräsident der Sektion Zoologie im Jahr 1956, Vorsitzender der Sektion Naturschutz von 1942 bis 1943), und Mitglied der American Limnological Society, der American Society of Limnology and Oceanography, der American Society of Ichthyologists and Herpetologists, Sigma Xi, des Wheaton Club, der Ecological Society of America, der Wildlife Society (Vizepräsident, 1938) und des American Institute of Fishery Research Biologists sowie Ehrenmitglied des Vorstands der Toledo Zoological Society von 1940 bis 1957. 
Zudem war er Verwaltungsratsmitglied der Forschungsstiftung der Ohio State University. Seine Bibliographie mit mehr als 125 Titeln deckt ein breites Spektrum an biologischen und populärwissenschaftlichen Themen ab. Hierzu zählen die Monographien South Bass Island and Islanders, 1948, The western end of Lake Erie and its ecology, 1954 und The Ice Of Lake Erie Around South Bass Island 1936–1964, 1985 (posthum).

## Privates
Im April 1924 heiratete Langlois in Ann Arbor, Michigan, Marina Louise Holmes, die 1963 starb. Sie war Biologin und verfasste gemeinsam mit ihrem Mann eine Reihe von Artikeln und Monographien. Sie hatten fünf Töchter: Elmire Marina, Esther Ferdina, Florence Dhilve Langlois, Sarah Zoe und Caroline Lizzette. Von 1964 bis zu seinem Tod war er mit Bertha Elliott verheiratet.